# Coccophagus scutellaris
Coccophagus scutellaris is een vliesvleugelig insect uit de familie Aphelinidae. De wetenschappelijke naam is voor het eerst geldig gepubliceerd in 1826 door Dalman.